# انتفاضة اليعاقبة في عام 1719
كانت انتفاضة اليعاقبة لعام 1719 أو «19» محاولةً فاشلةً لإعادة عرش مملكة بريطانيا العظمى إلى جيمس فرانسيس إدوارد ستيوارت المنفي. دعمت إسبانيا جزءًا من سلسلة انتفاضات اليعاقبة بين عامي 1689 و1745، إذ كانت آنذاك في حالة حرب مع بريطانيا خلال حرب التحالف الرباعي.
هدف الجزء الرئيسي من الخطة إلى إنزال 5000 جندي إسباني في شواطئ جنوب غرب إنجلترا، مع إنزال قوة استطلاعية فرعية في اسكتلندا بقيادة كارل الثاني عشر من السويد. استولى اليعاقبة الاسكتلنديون على ميناء إنفرنيس لتسهيل هذه الحملة؛ ومع ذلك، أدت وفاة تشارلز في نوفمبر من عام 1718 إلى إنهاء التدخل السويدي وفشل الغرض الرئيسي من الانتفاضة الاسكتلندية.
هبطت قوة صغيرة من مشاة البحرية الإسبان واليعاقبة المنفيين في ستورنوواي في أواخر شهر مارس، حيث علموا أن أسطول الغزو الإسباني قد تضرر بشدة من جراء العواصف، وأُلغي غزو إنجلترا. انتهت الانتفاضة بالهزيمة في معركة غلين شيل في يونيو.
شعر زعماء اليعاقبة أن الانتفاضة قد أضرت بقضية ستيوارت بشدة. قبل المنفيون الكبار -بما في ذلك هنري سانت جون نبيل بولينغبروك، وويليام ماكينزي إيرل سيفورث- العفو وعادوا إلى ديارهم على مدى السنوات القليلة التالية. أنهى آخرون -مثل جيمس فرانسيس إدوارد كيث وجورج كيث إيرل ماريشال- مشاركاتهم الفعالة في مكائد اليعاقبة، بل وعملوا مع دول أخرى. شعر الكثير من المشاركين في الانتفاضة باختفاء أي أمل حقيقي باستعادة العرش، بما في ذلك محاولات جيمس ستيوارت نفسه.

## الانتفاضة

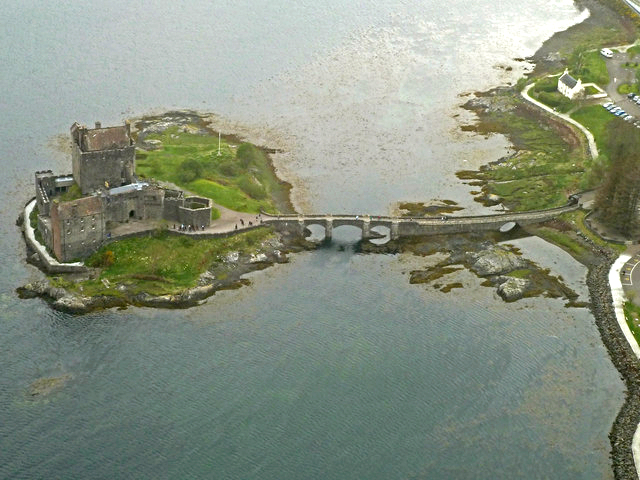
انتفاضة اليعاقبة

### الاستيلاء على حصن إليان دونان
وصلت خمس سفن تابعة للبحرية الملكية البريطانية إلى ستورنوواي في بداية شهر مايو، بعد انتشار أخبار وصول الأسطول الغازي إلى هناك. اعتُبرت هذه القوة ضخمةً نظرًا إلى عدم معرفة المسؤولين أن الفرقاطات الإسبانية قد غادرت بالفعل؛ تضمنت هذه القوة سفنًا من الدرجة الرابعة بخمسين مدفع تُدعى إتش إم إس أسيستنس وإتش إم إس ورسستر وإتش إم إس دارتماوث وإنتربرايز، بالإضافة إلى السفينة الشراعية فلامبورو ذات الأربعة وعشرين مدفعًا.
أجرت سفينتي أسيستانس ودارتماوث دوريات في المياه حول جزيرة سكاي، في حين رست كل من ورسستر، وإنتربرايز، وفلامبورو قبالة إليان دونان على الجانب الشمالي من بحيرة دويتش في وقت مبكر من صباح يوم الأحد 10 مايو. سار توليباردين نحو الداخل بعد رؤيته لهذه السفن؛ كانت خياراتهم محدودةً لأنهم لم يتمكنوا من الفرار عن طريق البحر، إذ تقدمت قوة حكومية بقيادة جوزيف ويتمان من إنفرنيس باتجاههم.
استولت قوة الإنزال على الحصن مساءً تحت غطاء مدفعي مكثف، ونُقل السجناء بواسطة سفينة فلامبورو إلى إدنبره. سجلهم الكابتن بويل من ورسستر على أنهم «قبطان أيرلندي وملازم إسباني ورقيب إسباني وتسعة وثلاثون جنديًا إسبانيًا ومتمردًا اسكتلنديًا». ظلت السفن في بحيرة دويتش لأسبوعين بعد تفجير الحصن، بحثًا عن المتمردين أثناء مداهمة بلدة سترومفيري القريبة وجزيرة راساي.